# Seznam krajev Unescove svetovne dediščine v Črni gori
Organizacija Združenih narodov za izobraževanje, znanost in kulturo (UNESCO) imenuje kraje svetovne dediščine, ki so pomembni kot svetovna naravna ali kulturna dediščina. Kraje svetovne dediščine ureja Unescova konvencija iz leta 1972. Črna gora je po razglasitvi neodvisnosti od Jugoslavije, podpisnice konvencije, ratificirala konvencijo 3. junija 2006.
Od leta 2018 so na seznamu štirje kraji v Črni gori, še šest mest pa je na okvirnem seznamu in jih bo mogoče obravnavati v prihodnost. Prvo mesto na seznamu je dobila  Naravna in kulturno-zgodovinska regija Kotor, vpisana na 3. zasedanju Unesca leta 1979. Narodni park Durmitor je bil vpisan leta 1980 in razširjen leta 2005.
Ti dve mesti sta bili dodani na seznam, ko je bila Črna gora še del Jugoslavije. Po osamosvojitvi Črne gore sta bili na seznam dodani še dve nadnacionalni  mesti: najdišče srednjeveških nagrobnikov stečkov, vpisano leta 2016, ki ga Črna gora deli z Bosno in Hercegovino, Hrvaško in Srbijo, ter mreža beneških obrambnih del med 15. in 17. stoletjem: Stato da Terra - zahodni Stato da Mar, med njimi Obrambni sistem Kotorja, zgrajena v 16. in 17. stoletju, ki jo deli s Hrvaško in Italijo. Narodni park Durmitor spada med naravne znamenitosti, preostale tri pa so kulturne znamenitosti, kot določajo izbirna merila organizacije.
Naravna in kulturno-zgodovinska dediščina Kotorja je bila zaradi poškodb v potresu na začetku leta 1979  takoj po vpisu uvrščena na seznam ogrožene dediščine. Po obnovi, ki jo je v veliki meri financiral UNESCO, je bil Kotor leta 2003 umaknjen s seznama ogroženih mest.

## Seznam
Unesco uvršča mesta po deset kriterijih. Vsako mesto mora izpolniti vsaj en kriterij. Kriteriji od i do vi so kulturni, kriteriji od vii do x pa naravni.
| Mesto                                        | Slika    | Lokacija (občina)          | Leto vpisa | Referenčna številka in kriteriji | Opis |
| -------------------------------------------- | -------- | -------------------------- | ---------- | -------------------------------- | --- |
| Naravna in kulturno-zgodovinska regija Kotor | Kotor    | Kotor, Hercegnovi in Tivat | 1979       | 125; i, ii, iii, iv (kulturni)   | Zaliv Boka Kotorska, naravno strateško pristanišče v vzhodnem Jadranu, je bila v srednjem veku pomembno središče umetnosti in trgovine. Bogastvo regije se kaže v arhitekturi, utrdbah, odprtih mestih in naseljih, palačah, verskih zgradbah in njihovi skladni umestitvi na obdelane terase na pobočjih visokih kamnitih hribov. V naravno-kulturno regijo so vključena mesta Kotor, Perast in Risan in utrdbe mesta Kotor. Od leta 1979 do 2003 je bila regija zaradi potresa v Črni gori leta 1979 uvrščena na seznam ogrožene dediščine. Leta 2012 in 2015 so bile meje regije rahlo spremenjene. |
| Narodni park Durmitor                        | Durmitor | Žabljak                    | 1980       | 100; vii, viii, x (naravni)      | Durmitor je apnenčast gorski masiv in del Dinarskih Alp. Ledeniki so vanj izdolbli globoke rečne kanjone. Kanjon reke Tare je globok 1300 m in zato najgloblja rečna soteska v Evropi. Na Durmitorju je 18 jedeniških jezer, od katerih je največje Črno jezero. Durmitor je biološko zelo raznolik. Meje zaščitenega območja so se zaradi sprememb meja narodnega parka leta 2005 malo spremenile. |
| Stečki - srednjeveški nagrobni spomeniki*    |          | Žabljak, Plužine           | 2016       | 1504; iii, vi (kulturni)         | Srednjeveški nagrobniki stečki so monoliti, značilni za Bosno in Hercegovino in dele Hrvaške, Srbije in Črne gore. Stečki so se prvič pojavili v 12. stoletju in dosegli vrh v 14. in 15. stoletju. V Črni gori so tri mesta s stečki, dve v Žabljaku in eno v Plužinah. |
| Beneške utrdbe iz 16. in 17. stoletja*       |          | Kotor                      | 2017       | 1533; iii, iv (kulturni)         | Na seznamu beneških utrdb je petnajst trdnjav v Italiji, Hrvaški in Črni gori, zgrajenih od Lombardije v Italiji in na vzhodni jadranski obali do Črne gore na razdalji več kot 1000 km. Zasnova trdnjav je sodobna (alla moderna), prilagojena rabi strelnega orožja in topništva. Uvedba smodnika ja sprožila pomemben premik v vojaških tehnikah in arhitekturi. V niz beneških utrdb spada obrambni sistem mesta Kotor. |

## Seznam predlogov
Poleg mest, ki so že uvrščena na seznam svetovne dediščine, lahko države članice predlagajo tudi nova mesta, ki bi se lahko uvrstila na seznam svetovne dediščine. Imenovanja so mogoča le, če je bilo mesto prej uvrščeno na seznam predlogov. Črna gora ima od leta 2018 na svojem okvirnem seznamu šest predlogov.
| Mesto                                                                | Slika | Lokacija (občina) | Leto vpisa | Kriteriji              | Opis |
| -------------------------------------------------------------------- | ----- | ----------------- | ---------- | ---------------------- | --- |
| Zgodovinsko jedro Cetinja                                            |       | Cetinje           | 2010       | ii, iii, vi (kulturni) | Cetinje je bilo dolgo časa prestolnica Črne gore in pomembno versko središče. Ustanovljeno je bilo v 15. stoletju in v 19. stoletju doživelo velik urbani razvoj. |
| Staro mestno jedro Bara                                              |       | Bar               | 2010       | ii iii, v (kulturni)   | Pristaniško mesto Bar na jugu Črne gore je mešanica sredozemskih kultur: ilirske, helenistične, rimske, bizantinske, slovanske, beneške in osmanske. Je pomembno arheološko najdišče iz srednjeveškega obdobja.                                                                          |
| Doclea                                                               |       | Podgorica         | 2010       | ii iii, vi (kulturni)  | Doclea je bila tipično rimsko mesto s forumom, templji, javnimi kopališči in mestnimi vilami. V 5. stoletju so jo opustošili Zahodni in Vzhodni Goti. V 9. stoletju so jo delno oživili. Pred mestom so odkrili rimsko nekropolo.                                                        |
| Narodni park Biogradska Gora                                         |       | Kolašin           | 2010       | vii, viii, x (naravni) | Narodni park je eden zadnjih evropskih pragozdov z zelo raznolikim rastjem. Obsega porečje Biograda v središču parka in gorski masiv Belasica. Gore dosegajo višino preko 2000 m. V njih je šest ledeniških jezer.                                                                       |
| Staro mesto Ulcinj                                                   |       | Ulcinj            | 2018       | ii, iv, v (kulturni)   | V starem Ulcinju so ohranjene kulture več zgodovinskih obdobij, kar dokazujejo arheološka odkritja in arhitektura zgradb. Mesto je tudi izjemen primer tradicionalnih naselij, ki so se stalno prilagajala konfiguraciji zemljišča na eni od najbolj prepoznavnih točk črnogorske obale. |
| Starodavni prvobitni bukovi gozdovi Karpatov in drugih delov Evrope* |       | Kolašin           | 2019       | i, x (naravni)         | Cilj nominacije je med karpatske bukove gozdove vključiti tudi tiste v Narodnem parku Biogradska Gora. Za nedotaknjeni gozdni rezervat Biogradska Gora so značilni številni zapleteni ekološki sistemi z velikim številom endemičnih in redkih rastlinskih in živalskih vrst.            |